# Pieter Mulier de Jonge

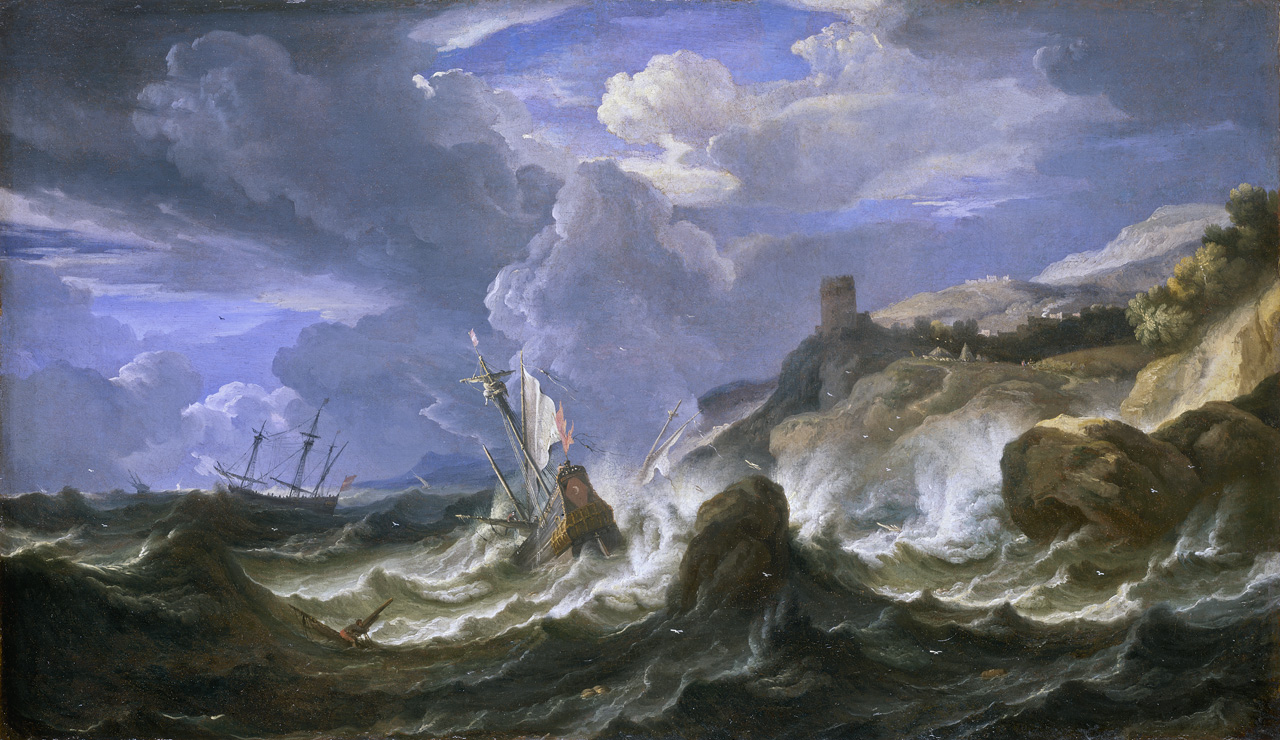
Pieter Mulier: Een schip loopt tijdens een storm op een rotsachtige kust, midden 17e eeuw. National Maritime Museum

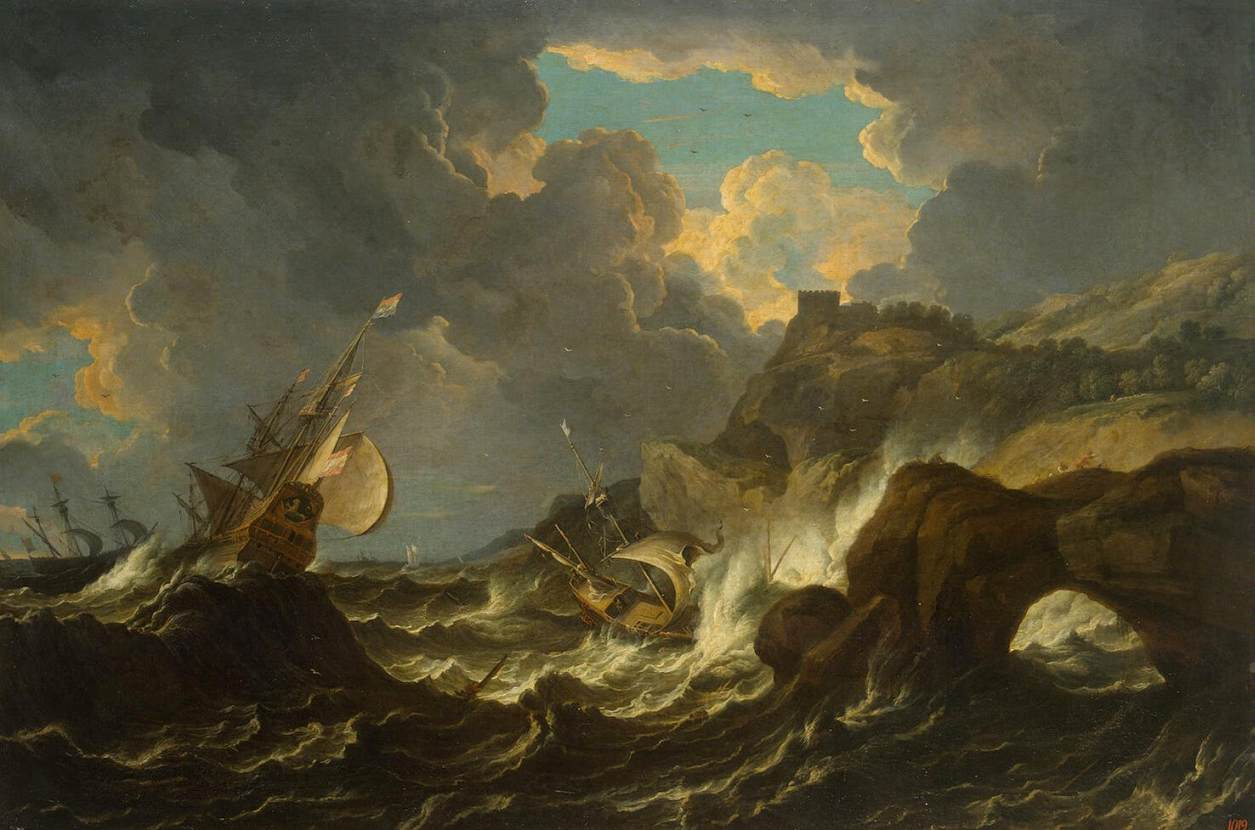
Pieter Mulier: Storm op zee, 1690. Hermitage

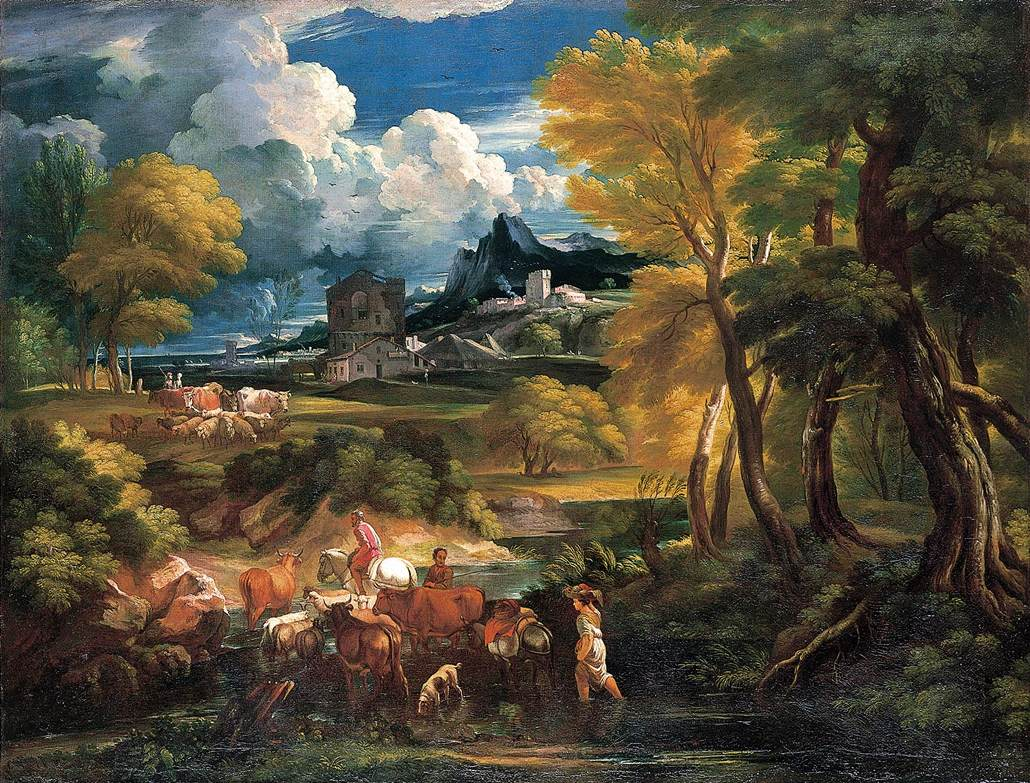
Pieter Mulier: Landelijk landschap, tweede helft van de 17e eeuw. Privécollectie

Pieter Mulier (Haarlem, 1637 - Milaan, 29 juni 1701), ook wel Pieter Mulier de Jonge, Pieter Mulier de Jongere of Pieter Mulier (II) genoemd, was een Nederlandse kunstschilder, tekenaar en decoratieschilder. Hij kreeg de bijnaam Il Cavalier Tempesta, Cavalier Pietro Tempesta of kortweg La Tempesta ("de storm") in Italië omdat hij vaak schepen op stormachtige zee schilderde. Zijn bijnaam werd vernederlandst tot Tempeest.
Mulier schilderde veel landschappen en stadsgezichten, veelal in italianiserende stijl, en zeegezichten, vaak schepen op stormachtige zee, wat ook een lievelingsonderwerp van zijn vader en leermeester Pieter Mulier de Oude was. Verder schilderde hij dierstukken en schilderijen van soldaten, ruiters en jagers. Hij was een van de belangrijkste landschapsschilders in Noord-Italië in de periode na 1670 en een van de belangrijkste schilders van zeegezichten van zijn tijd.
Werk van Mulier is te bezichtigen in onder meer het Rijksmuseum in Amsterdam, het Louvre in Parijs, de Hermitage in Sint-Petersburg, het National Maritime Museum in Londen, het Kunsthistorisches Museum in Wenen en het Art Institute of Chicago.

## Leven
Mulier leerde het vak van zijn vader, de Haarlemse kunstschilder Pieter Mulier de Oude. Hij vertrok op jonge leeftijd naar het buitenland, eerst naar Antwerpen (in 1655) en vervolgens naar Rome, waar hij zich bij de Bentvueghels voegde met de bijnaam Tempesta (storm) of Tempeest. Deze bijnaam verscheen voor het eerst op een tekening uit 1659.
In Rome deelde hij van 1663 tot 1666 een huis met de schilder Pandolfo Reschi. Na zijn periode in Rome trok hij rond in Noord-Italië en verbleef in Genua, Milaan, Parma en Venetië. In 1701 overleed hij in Milaan.

### Gevangenschap
In 1676 werd hij in gearresteerd voor betrokkenheid bij de moord op zijn eerste vrouw Lucia De Rossi. Hij kwam in januari 1679 voor de rechtbank in Genua en werd veroordeeld tot 20 jaar gevangenisstraf. Mulier zou zijn vrouw, van wie hij vervreemd was, hebben laten vermoorden door twee huurlingen, om zo te kunnen trouwen met zijn minnares Anna Eleonora Beltrami. Tijdens zijn gevangenschap trouwde hij inderdaad met Beltrami. Mulier bleef actief schilderen in gevangenschap, hoewel hij tijdens deze periode geleidelijk zijn gezichtsvermogen verloor. Hij kreeg een klokkentoren van het Dogepaleis in Genua, waar hij gevangengehouden werd, toegewezen als atelier.
Na vijf jaar wisten zijn hooggeplaatste klanten in Genua hem onschuldig verklaard te krijgen en op 15 oktober 1684 werd hij vrijgelaten.

## Wetenwaardigheden
- In de thriller Haarlemmerolie (2011) van Margreet Hirs wordt een fictieve nakomeling van Pieter Mulier opgevoerd die zijn voorvader wil vrijpleiten van de moord waarvoor hij in de gevangenis verdween.[7]

## Verder lezen
- Marcel Roethlisberger-Bianco, Cavalier Pietro Tempesta and his Time, University of Delaware Press, 1970
- An Zwollo, "Pieter Mulier de Jonge (1637-1701), alias Tempesta, werkzaam als tekenaar in Haarlem, Montfoort, Brussel, Bronnbach en Rome", Delineavit et Sculpsit 26 (november 2003): 19-45